# 郎州
郎州，中国古代的州。
唐朝贞观元年（627年），招慰牂牁蛮夷设置麟州，贞观九年（635年），改为郎州，治所在恭水县（今贵州省遵义市）。下辖恭水县、高山县（今贵州省遵义市播州区团溪镇）、贡山县（今贵州省遵义市播州区龙坪镇九里坝）、柯盈县（今贵州省仁怀市坛厂街道）、释燕县（今贵州省遵义市播州区南白街道）、邪施县（今贵州省金沙县）。辖境相当今贵州遵义市、播州区及桐梓县地。贞观十一年（637年），废郎州。贞观十三年（639年），在故地设立播州。